# Bike Four Peaks

Logo der BIKE Trans Germany

Die BIKE Four Peaks (bis 2012 BIKE Trans Germany) ist ein vom bike-Magazin veranstaltetes Mountainbike-Etappenrennen für Einzelfahrer. Das Rennen findet jährlich im Juni auf wechselnden Strecken statt.

## Geschichte
Die erste BIKE Trans Germany wurde 2007 durchgeführt. Unter dem Motto „von West nach Ost“ fuhren rund 300 Zweierteams von St. Wendel über acht Etappen bis nach Oberwiesenthal.
2008 und 2009 führte sie von Erbach, über sieben Etappen, über Frammersbach, Bischofsheim, Oberhof, Bad Steben, Schöneck sowie Oberwiesenthal bis nach Seiffen.
Im Jahr 2009 wurde die BIKE Trans Germany erstmals als Rennen für Einzelstarter mit einer separaten Mannschaftswertung durchgeführt.

## Rennen
Die BIKE Trans Germany ist ein Mountainbike-Etappenrennen für Einzelstarter über vier Etappen. Es ist in vier verschiedenen Kategorien unterteilt:
- Men
- Women
- Master[1] (im Team ein Gesamtalter von mehr als 80 Jahren)
- Senior Master (im Team ein Gesamtalter von mehr als 100 Jahren)

Zusätzlich dazu kann sich jeder Einzelstarter einer Mannschaft mit mindestens vier Fahrern anschließen und somit an der Mannschaftswertung teilnehmen. In der Mannschaftswertung werden die besten vier Fahrer auf jeder einzelnen Etappe in die Wertung aufgenommen.

### Strecken
Die BIKE Trans Germany durchfährt, jährlich wechselnd, die schönsten Mountainbike-Gebiete Deutschlands und Österreichs.
- 2007: St. Wendel → … → Oberwiesenthal
- 2008: Erbach → Frammersbach → Bischofsheim → Oberhof → Bad Steben → Schöneck → Oberwiesenthal → Seiffen
- 2009: wie 2008
- 2010: Garmisch-Partenkirchen → Ehrwald → Sonthofen → Pfronten → Bregenz (250 Kilometer / ~10.000 Höhenmeter)
- 2011: Sonthofen → Pfronten → Lermoos → Garmisch-Partenkirchen → Maurach am Achensee (324 km / 8.463 hm)
- 2012: Sonthofen → Wonnemar →  Pfronten → Lermoos → Seefeld in Tirol → Garmisch-Partenkirchen
- 2013: Ruhpolding → Lofer → Kirchberg in Tirol → Kaprun → Neukirchen am Großvenediger
- 2014: Leogang → Lofer → Kirchberg → Neukirchen → Kaprun
- 2015: Bad Kleinkirchheim → Bad Kleinkirchheim → Hermagor → Nassfeld (Tröpolach) → Weißensee (Kärnten)
- 2016: Leogang → Saalfelden → Leogang → Kirchberg in Tirol → Kirchberg

### Sieger
Gesamtergebnisse 2016
Männer
- 1. Stiebjahn Simon, 1990, D-Stuttgart, Team BULLS, 9:24.48,2
- 2. Mejia Luis 1985, COL-Bogota, CBZ Asfaltos - 7C - SantaCruz, 9:27.51,0
- 3. Hochenwarter Uwe, 1986, Kirchbach CRAFT - ROCKY MOUNTAIN FACTORY TEAM, 9:32.36,7

Masters
- 1. Bölts Udo, 1966, D-Heltersberg, CRAFT - ROCKY MOUNTAIN FACTORY TEAM, 10:27.11,9
- 2. Anthes Michael, 1973, D-Mainz, CRAFT - ROCKY MOUNTAIN FACTORY TEAM, 10:35.52,1
- 3. Biersack Markus, 1973, D-Regensburg, Veloclub Ratisbona Regensburg, 10:37.46,8

Grand Masters
- 1. Perini Gilberto, 1963, I-Forli (FC), avis pratovecchio errepy lee cougan, 10:47.58,5
- 2. Braun Reinhard, 1962, D-Fischerbach, RSV-Fischerbach/Ritzelrocker, 11:15.23,8
- 3. Dagn Hermann, 1965, Kirchdorf in Tirol, Team Rock'nRoll Mountain Store, 11:19.16,6

Frauen
- 1. Parra Sierra Angela, 1982, COL-Bogota, CBZ ASFALTOS - 7C, 11:41.55,1
- 2. Griner Annette, 1976, D-Murg, Team TEXPA-SIMPLON, 11:45.10,4
- 3. Genser Regina, 1992, Gosau, CRAFT - ROCKY MOUNTAIN FACTORY TEAM, 12:45.41,7

## Messe
In jedem Etappenort wird eine Messe rund um den Start- und Zielbereich aufgebaut, in welchem die Fahrer nach der Zielankunft die erste Verpflegung erhalten. Zusätzlich können sie bei den Ausstellern Ersatzmaterial und -zubehör sowie einen Fahrradservice erhalten. Die Zuschauer und Besucher können sich außerdem bei den Ausstellern über die Fahrräder und das Zubehör informieren.

## Rahmenprogramm
Zum Rennen gehört eine abendliche Pastaparty dazu. Hier können sich die Fahrer über die tägliche Etappe austauschen und die Bilder und Videos des Tages anschauen. Auf der Pasta-Party findet auch das Briefing für die nächste Etappe statt.
Im Zielort der BIKE Transalp findet die Finisher-Party statt. Auf der Party wird jedem Fahrer, der alle Etappen im vorgegebenen Rahmen beendet hat, das Finisher-Trikot übergeben.